# Józef Krzeptowski-Jasinek
Józef Krzeptowski-Jasinek (ur. 26 lipca 1931 w Kościelisku, zm. 26 listopada 2016 w Kościelisku) – polski inżynier budownictwa lądowego, publicysta i wydawca.

## Życiorys
Urodził się w Kościelisku jako syn Andrzeja i Anny z domu Staszel. Był praprawnukiem gawędziarza i pieśniarza Sabały. Studiował na Politechnice Śląskiej w Gliwicach oraz Akademii Rolniczej w Krakowie (obecnie Uniwersytet Rolniczy im. Hugona Kołłątaja w Krakowie). Był między innymi stypendystą ministra kultury PRL w 1984 oraz Fundacji Kościuszkowskiej w  1986. Jako inżynier budownictwa lądowego pracował w latach 1955–1985 na stanowiskach kierowniczych w Kieleckim Przedsiębiorstwie Robót Mostowych w Kielcach, Krakowskim Przedsiębiorstwie Robót Inżynieryjnych w Krakowie i Rejonie Dróg Publicznych w Wadowicach. Był również w latach 1962–1972 nauczycielem w Technikum Budowlanym w Zakopanem. W trakcie swojej kariery wykonał około 400 projektów dróg i mostów.
Był autorem około 200 artykułów. Wraz z żoną Marią Krzeptowską-Jasinek z domu Kula, prowadził wydawnictwo Krzeptowscy, którego nakładem ukazały się ich opracowania historii rodów góralskich. We wrześniu 2016 wicewojewoda małopolski Piotr Ćwik odznaczył Józefa i Marię Krzeptowskich-Jasinek w imieniu Prezydenta RP Andrzeja Dudy – Złotym Krzyżem Zasługi. Wcześniej Józef Krzeptowski-Jasinek był już kawalerem Srebrnego Krzyża Zasługi oraz odznaki „Zasłużony Działacz Kultury” i złotej odznaki Związku Podhalan w Północnej Ameryce. Mieszkał w Kościelisku. Zmarł w listopadzie 2016.

## Wybrana bibliografia autorska
- Genealogia Dzianisza (Wydawnictwo „Krzeptowscy”, Zakopane, 2015; ISBN 978-83-908035-7-9; wspólnie z Marią Krzeptowską-Jasinek i Tomaszem Nitschem)
- Genealogia rodów Kościeliska (Wydawnictwo „Krzeptowscy”, Zakopane, 2014; ISBN 978-83-908035-6-2; wspólnie z Marią Krzeptowską-Jasinek i Tomaszem Nitschem)
- Genealogia rodów sołtysich na Podhalu (Wydawnictwo „Krzeptowscy”, Kościelisko-Nędzówka, 1998; ISBN 83-908035-1-8; wspólnie z Marią Krzeptowską-Jasinek)
- Genealogia rodów zakopiańskich i olczyskich w Zakopanem. T. 2 vol. 1 (Wydawnictwo „Krzeptowscy”, Kościelisko-Nędzówka, 2006; ISBN 83-908035-3-4; wspólnie z Marią Krzeptowską-Jasinek)
- Genealogia rodów zakopiańskich i olczyskich w Zakopanem. T. 2 vol. 2 (Wydawnictwo „Krzeptowscy”, Zakopane, 2006; ISBN 83-908035-3-4; wspólnie z Marią Krzeptowską-Jasinek)
- Genealogia rodu Bachledów w Zakopanem. T. 1 (Wydawnictwo „Krzeptowscy”, Zakopane, 1999; ISBN 83-908035-2-6; wspólnie z Marią Krzeptowską-Jasinek)
- Genealogia rodu Gąsieniców w Zakopanem (Wydawnictwo „Krzeptowscy”, Kościelisko-Nędzówka, 1997; ISBN 83-908035-0-X; wspólnie z Marią Krzeptowską-Jasinek)
- Genealogia rodu Gąsieniców w Zakopanem, T. 1, cz. 1 (Wydawnictwo „Krzeptowscy”, Kościelisko-Nędzówka, 2008; ISBN 83-908035-5-0; wspólnie z Marią Krzeptowską-Jasinek)
- Genealogia rodu Gąsieniców w Zakopanem, T. 1, cz. 2 (Wydawnictwo „Krzeptowscy”, Kościelisko-Nędzówka, 2008; ISBN 83-908035-5-0; wspólnie z Marią Krzeptowską-Jasinek)
- Niedoszły juhas (nakł. własnym M. J. Krzeptowskich-Jasinek, Kościelisko, 1991; wspólnie z Marią Krzeptowską-Jasinek)
- Podhalanie w Chicago („Iskry”, Warszawa, 1990; ISBN 83-207-1344-7; wspólnie z Marią Krzeptowską-Jasinek)